# Waitangi Tribunal
A Waitangi Tribunal (maori nyelven Te Rōpū Whakamana i te Tiriti, magyarul Waitangi Tanács vagy bíróság) egy új-zélandi állandó vizsgálóbizottság, melyet egy 1975-ös törvény hozott létre. Feladata kivizsgálni és javaslatokat tenni a Korona tetteiről vagy mulasztásairól 1840-től kezdődően a waitangi szerződésben foglalt ígéretek megsértéséről a maorik által elé tárt ügyeket. 1975-re a waitangi szerződés rendezetlensége körüli panaszok már egy ideje szaporodtak, és a bíróságot azért állították fel hogy jogi folyamatot hozzon létre azok kivizsgálására. A vizsgálati folyamat hozzájárul a szerződéssel kapcsolatos követelések megoldásához és így a maorik és pakehák – a főként európai ősökkel rendelkező új-zélandiak – közötti megoldatlan ügyekkel kapcsolatos megbékéléshez.

## Vizsgálati jogkörök
A Waitangi Tribunal nem bíróság. Mivel állandó vizsgálóbizottságként állították fel, a vizsgálati módja több jelentős ponton eltér a bíróságiaktól:
- Általában a Tribunalnak kizárólag javaslattételi joga van. Bizonyos korlátozott helyzetekben kötelező érvényű döntést hozhat, azonban a legtöbb esetben az ajánlásai nem kötelezőek a Koronára, a felperesekre vagy a vizsgálat egyéb résztvevőire.
- A Tribunal saját kutatást végezhet az igazság felderítésére; a tanács folyamata flexibilis, nem feltétlenül kell tartania magát a bizonyíték bemutatására általában vonatkozó szabályokhoz és olyan folyamatot választhat, amelyet jónak lát.
- A tanácsnak nincs végső hatóköre jogi kérdések eldöntésében, mindazonáltal a Tribunalé a kizárólagos hatalom hogy meghatározza a Waitangi Szerződés értelmét és hatályát ahogy az a maori és angol szövegekben érvényesül.
- A Tribunalnak korlátozottan, de joga van tanúkat hívni, dokumentumok elkészítését elrendelni és a meghallgatásain a rendet fenntartani. Nincsen általános joga valami történést gátló vagy elrendelő végzéseket hozni és nem kötelezheti a meghallgatásai résztvevőit a költségek megtérítésére.

A Tribunal nem hoz döntéseket a benyújtott kérelmek kapcsán, kizárólag az új-zélandi kormány részére készít ajánlásokat. Nem vesz részt a megállapodási folyamatban, és az igényjogosultak megállapodnak hogy amíg tárgyalnak még róla, addig nem tárják ügyüket a Tribunal elé. 
A követeléseket a kormánnyal folytatott tárgyalások folyamán rendezik, ezért az Office of Treaty Settlements (Szerződés megállapodások hivatala) felelős.
A Tribunal nem hozhat ajánlást magánföld visszaadásáról. Vizsgálódhat és jelenthet magántulajdonú földekről, azonban ha a föld nem emlékhely és nem felel meg bizonyos jogi követelményeknek a Waitangi Tribunal nem tehet ajánlást annak visszaadására a maoriknak vagy annak Korona általi megvásárlására.

## Lásd még
- Waitangi Szerződés

## Fordítás
- Ez a szócikk részben vagy egészben a Waitangi Tribunal című angol Wikipédia-szócikk ezen változatának fordításán alapul.  Az eredeti cikk szerkesztőit annak laptörténete sorolja fel. Ez a jelzés csupán a megfogalmazás eredetét és a szerzői jogokat jelzi, nem szolgál a cikkben szereplő információk forrásmegjelöléseként.

## Külső hivatkozások
- A Waitangi Tribunal hivatalos honlapja